# Équipe cycliste Seguros Bilbao
L'équipe cycliste Seguros Bilbao est une équipe cycliste amateur espagnole basé à Larrabezúa en Biscaye dans la communauté autonome du Pays basque. Dirigée par Mikel Madariaga, elle participe principalement aux épreuves du calendrier basque et navarrais.
Plusieurs coureurs issus de cette formation comme Jonathan Castroviejo ou Beñat Intxausti sont passés professionnels.

## Championnats nationaux
- Championnats d'Argentine sur route : 1
  - Contre-la-montre espoirs : 2010 (Sergio Godoy)
- Championnats d'Espagne sur route : 2
  - Course en ligne espoirs : 2016 (Óscar Pelegrí)
  - Contre-la-montre espoirs : 2012 (Marcos Jurado)
- Championnats d'Espagne de cyclo-cross : 1
  - Espoirs : 2011 (Jon Ander Insausti)
- Championnats d'Espagne sur piste : 1
  - Poursuite espoirs : 2006 (Andoni Lafuente)

## Seguros Bilbao en 2016

### Effectif
| Cycliste               | Date de naissance  | Nationalité | Équipe 2015                            |  |
| ---------------------- | ------------------ | ----------- | -------------------------------------- |  |
| Arkaitz Aguirre        | 24 janvier 1997    | Espagne     | Basati Bike-CC Busturia                |  |
| Daniel Avellaneda      | 26 décembre 1997   | Colombie    | Loiumat-CC Punta Galea                 |  |
| Raúl Bosch             | 8 décembre 1994    | Espagne     | Seguros Bilbao                         |  |
| Óscar Cabedo           | 12 novembre 1994   | Espagne     | Seguros Bilbao                         |  |
| David Casado           | 9 décembre 1997    | Espagne     | Zugor-Arte en Transfer                 |  |
| Pere Casanovas         | 26 juin 1996       | Espagne     | Seguros Bilbao                         |  |
| Tomàs Colldecarrera    | 28 avril 1995      | Espagne     | Bicis Esteve                           |  |
| Eneko Corrales         | 3 octobre 1995     | Espagne     | Seguros Bilbao                         |  |
| Jeyson Cortés          | 8 août 1995        | Colombie    | Seguros Bilbao                         |  |
| Markel de la Fuente    | 8 juillet 1995     | Espagne     | Eiser-Inforlur-SC Duranguesa           |  |
| Beñat Etxabe           | 3 février 1994     | Espagne     | Seguros Bilbao                         |  |
| Jokin Etxabe           | 3 février 1994     | Espagne     | Seguros Bilbao                         |  |
| Bernat Font            | 7 février 1994     | Espagne     | GSC Blagnac Vélo Sport 31              |  |
| Noel Gil               | 1er septembre 1994 | Espagne     | Seguros Bilbao                         |  |
| Óscar Pelegrí          | 30 mai 1994        | Espagne     | Mutua de Levante-Valencia Terra y Mar  |  |
| Asier Pérez            | 2 janvier 1997     | Espagne     | Loiumat-CC Punta Galea                 |  |
| Gabriel Pons           | 4 septembre 1997   | Espagne     | Castillo de Onda                       |  |
| Alain Ramírez          | 16 novembre 1994   | Espagne     | Seguros Bilbao                         |  |
| Eukeni Rotaetxe        | 12 août 1997       | Espagne     | Loiumat-CC Punta Galea                 |  |
| Nicolás Sáenz          | 7 août 1997        | Colombie    | Loiumat-CC Punta Galea                 |  |
| Adrián Sainz           | 18 mai 1995        | Espagne     | Seguros Bilbao                         |  |
| Enrique Javier Serrato | 29 septembre 1995  | Mexique     | Seguros Bilbao                         |  |
| Jaume Sureda           | 25 juillet 1996    | Espagne     | Seguros Bilbao                         |  |
| Cristian Torres        | 28 avril 1995      | Espagne     | Specialized-Fundación Alberto Contador |  |

### Victoires
| Date       | Course                                  | Pays    | Classe | Vainqueur     |
| ---------- | --------------------------------------- | ------- | ------ | ------------- |
| 24/06/2016 | Championnat d'Espagne sur route espoirs | Espagne | CN     | Óscar Pelegrí |